# Englisches Löffelkraut
Das Englische Löffelkraut (Cochlearia anglica) ist eine Pflanzenart aus der Gattung Löffelkräuter (Cochlearia) innerhalb der Familie der Kreuzblütengewächse (Brassicaceae).

## Beschreibung

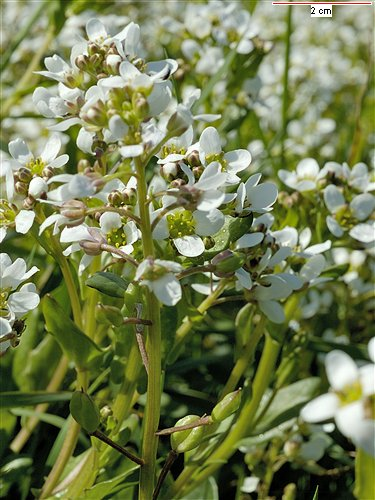
Blütenstand

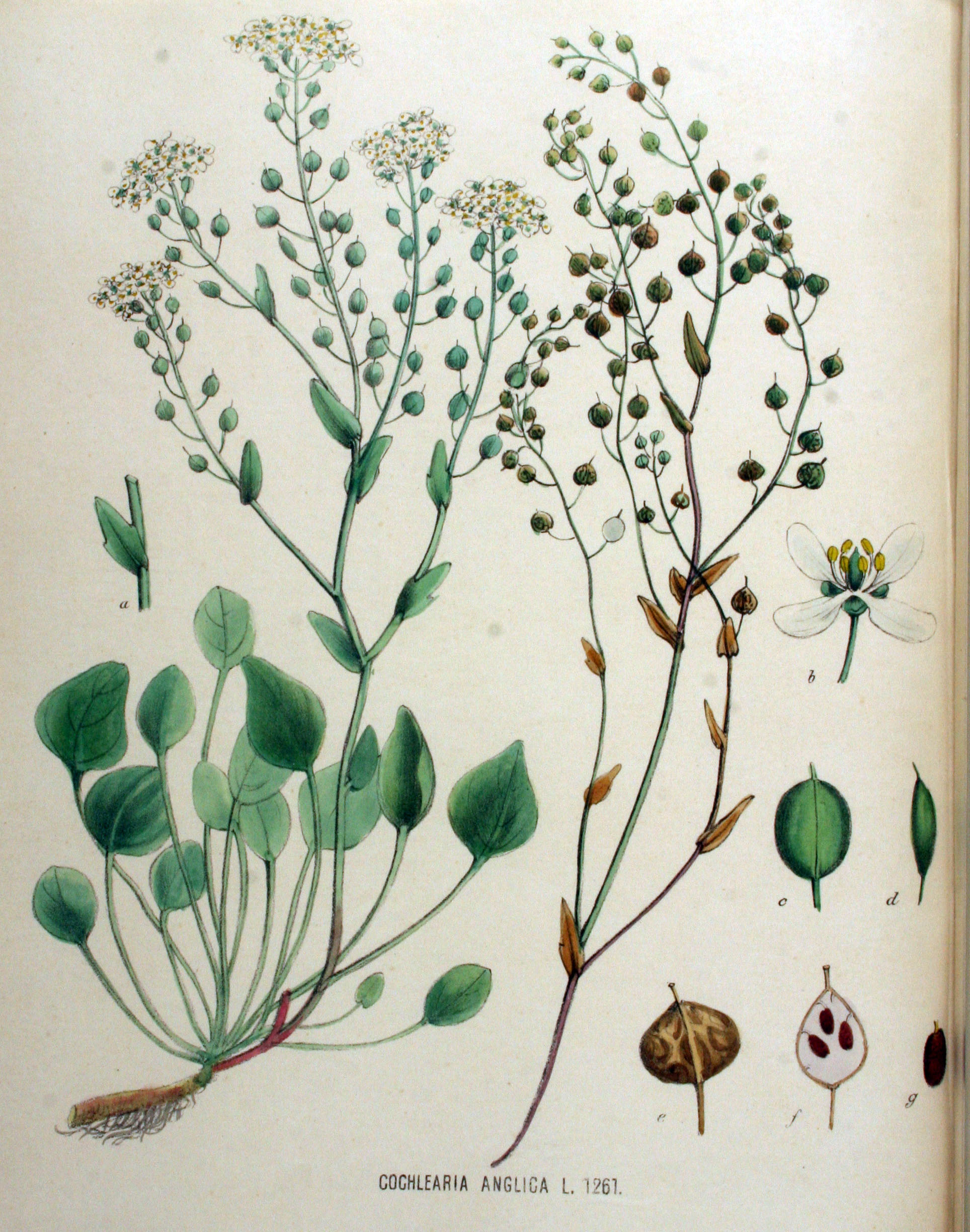
Illustration aus Flora Batava, Volume 16

### Vegetative Merkmale
Das Englische Löffelkraut wächst als einjährige krautige Pflanze und erreicht Wuchshöhen von 10 bis 30 Zentimetern. Der aufsteigende bis aufrechte Stängel ist kantig und kahl.
Die Laubblätter sind fleischig und glänzend. Die Grundblätter sind rosettig angeordnet, langgestielt, eiförmig-rhombisch und oft gezähnt. Die Stängelblätter sind schmal-eiförmig, meist grob gezähnt, gelegentlich aber auch fast ganzrandig, mit herz- oder pfeilförmigem Grund und stängelumfassend.

### Blütenstand, Blüten und Früchte
Das Englische Löffelkraut blüht von Mai bis Juli. Wie das Dänische Löffelkraut gehört es zu den ersten Pflanzenarten, die im rauen Klima der Wattenufer und Salzwiesen bereits im Mai blühen. Viele Blüten sind in einem traubigen Blütenstand angeordnet.
Die zwittrige Blüte ist vierzählig. Die Kelchblätter sind 2,5 bis 3 Millimeter lang und weiß hautrandig. Die weißen Kronblätter haben eine Länge von 5,5 bis 6,5 Millimetern.
Die Schötchen sind bei einer Länge von 8 bis 16 Millimetern eiförmig bis kugelig. Die Fruchtstiele sind dick, kantig gefurcht und stehen unter 45° ab oder sind auswärts bis abwärts gebogen. In jeden Fruchtfach liegen 5 bis 6 Samen. Die Samen sind rot-braun und fein stumpfhöckerig-warzig.

### Chromosomenzahl
Die Chromosomenzahl beträgt 2n = 48.

## Ökologie
Englisches Löffelkraut gedeiht in Salzwiesen mit einem Salzgehalt von 1,6–2,3 %. Das Salz wird in den Laubblättern gesammelt und mit dem Abwurf der vertrockneten Blätter wieder ausgeschieden. Sie tritt in kleinen Gruppen, aber auch als einzelnes Exemplar auf.
Die Befruchtung des Englischen Löffelkraut, dessen Blüten sowohl männliche wie weibliche Organe enthalten, erfolgt über Selbst- oder Insektenbestäubung.
Die Ausbreitung der Diasporen erfolgt durch Tiere (Klettausbreitung), über Selbstausbreitung und Windausbreitung.

## Inhaltsstoffe
Als Inhaltsstoffe des Englischen Löffelkrauts bekannt sind Senfölglykoside, 
Bitterstoffe und in hohem Maße Vitamin C.

## Vorkommen
Das Englische Löffelkraut kommt in den Salzwiesen der Nord- und Ostseeküste vor, aber auch im Binnenland Nordeuropas. Es gibt Fundortangaben für Spanien, Frankreich, Großbritannien, Irland, die Niederlande, Deutschland, Dänemark, Norwegen und Schweden.
In den Niederlanden nimmt das Englische Löffelkraut einerseits im Zuiderzee-Gebiet wegen Dammbauten ab, andererseits wurde im Wattenmeer eine Zunahme der Fundpunkte registriert. In Großbritannien und Frankreich geht sie teilweise stark zurück, während in Deutschland nur wenige erloschene Vorkommen angegeben werden.
Das Englische Löffelkraut braucht kochsalzhaltige, schlickige oder schlickig-sandige Böden. Sie gedeiht in Mitteleuropa in Pflanzengesellschaften des Verbands Puccinellion maritimae. Das Englische Löffelkraut ist lichtliebend und zeigt extremes Seeklima an. Ihr Standort lässt auf stickstoffreichen, sehr feuchten, salzigen und oft überschwemmten Boden schließen.

## Taxonomie
Die Erstveröffentlichung von Cochlearia anglica erfolgte 1759 durch Carl von Linné in Systema Naturae, Editio Decima, S. 1128.

## Verwendung
Das Englische Löffelkraut wurde früher als Heilmittel gegen Skorbut, zur „Blutreinigung“ oder als Wundauflage bei schlecht heilenden Geschwüren benutzt.
Löffelkraut enthält sehr viel Vitamin C und wurde deshalb auf Segelschiffen, wo Frischgemüse völlig fehlte, eingesalzen als Schutz gegen die Vitaminmangelkrankheit Skorbut eingesetzt.
Die Samen wurden von August bis September gesammelt zu einem heilkräftigen Frischsaft (Löffelkrautgeist) ausgepresst.

## Trivialnamen
Für die Region Oldenburg ist der Trivialname Witten Hedderk belegt.